# 노포 분기점
노포 분기점(老圃分岐點, Nopo Junction, 노포JC)은 부산광역시 금정구 노포동에 설치된 경부고속도로와 부산외곽순환고속도로가 만나는 분기점이다. 2017년 12월 28일에 개통되었다.

## 연혁
- 2011년 7월 6일 : 분기점 신설을 위해 부산광역시 금정구 도시계획시설 교통광장 면적 변경[1]
- 2017년 12월 28일 : 부산외곽순환고속도로 노포 ~ 기장 구간 개통과 함께 통행 개시[2]

## 구조물 정보
- 위치: 부산광역시 금정구 노포동

## 접속하는 노선

### 부산・서울방면
- 경부고속도로 (2-1번)

### 김해・기장방면
- 부산외곽순환고속도로 (7번)